# Лесные пожары в Аризоне (2021)
Лесные пожары в Аризоне в 2021 году — массовые стихийные пожары, начавшиеся в апреле 2021 года в Аризоне. Лесные пожары распространились на площади более 24 тысяч гектаров на востоке штата.
В штате сформировались два крупных очага. Один в 100 км от Финикса охватил площадь в 14 тысяч гектаров и подошел на расстояние в несколько километров к городу Супериор. Власти рекомендовали приготовиться к эвакуации почти трем тысячам местных жителей. Второй очаг пожара возник у гор Мескал и распространился на десять тысяч гектаров, огонь приблизился к району Эль Капитан, где проживает порядка пяти тысяч человек.
Сухая и ветреная погода, которая установилась в штате, способствует распространению пожаров.
Власти США занимались установлением причин лесных пожаров.